# Hasen-Bräu
Hasen-Bräu Brauereibetriebsgesellschaft GmbH est une brasserie à Augsbourg (Bavière).

## Histoire
L'histoire de la Hasenbrauerei a commencé dans la propriété de la Bäckergasse A 334 (aujourd'hui Bäckergasse 17). Ici, dans le registre des impôts de 1464, un brasseur, Martin Eberle, est mentionné pour la première fois comme propriétaire. En 1589, le commerce de boulangerie, qui est également dans la maison, est séparé et le bar à bière « Aux trois verres » est géré comme une propriété indépendante.
Matthias Rösch (1789-1855) achète en 1815 la brasserie de la Bäckergasse, aujourd'hui connue sous le nom de « Zum Hasen », et se consacre à l'expansion de l'entreprise au cours des années suivantes. En 1842, la Hasenbrauerei est déjà la quatrième brasserie d'Augsbourg au regard de la consommation de malt. Après la mort de Rösch, son fils Joseph Matthias (1837-1907) reprend l'entreprise brassicole. Sous sa direction, la brasserie est convertie en une brasserie de stock en 1890. Avec le capital ainsi gagné, une nouvelle brasserie avec une production de machines ouvre en 1899 sur le site de l'ancien couvent des capucins entre Kaiserstraße et Maximilianstraße. La même année, Rösch reprend l'Exportbierbrauerei Schnapperbräu (fondée en 1627, Karolinenstraße 8, dernier propriétaire Leonhard Bergdolt). La brasserie de la Bäckergasse est abandonnée en 1902 et le bâtiment sert désormais de restaurant. Après la Première Guerre mondiale, plusieurs brasseries d'Augsbourg ont des difficultés économiques et sont reprises par la Hasenbrauerei. Cela comprend d'abord la Brauerei Lorenz Stötter  en 1920 (fondée en 1609, Lauterlech 29), un an plus tard Kronenbräu (fondée en 1589, Wertachbrucker-Tor-Straße 3, dernier propriétaire Michael Wahl) et en 1924 l'Aktienbrauerei Augsburg (fondée en 1603, Milchberg 17 , dernier propriétaire Michael Vogtherr).
Lors des bombardements de la Seconde Guerre mondiale, les installations de production entre Kaiserstraße et Maximilianstraße sont durement touchées. Le restaurant de la Bäckergasse est complètement détruit. Cependant, après une période de reconstruction, l'entreprise se redresse rapidement et poursuit son expansion après la guerre. En 1950, la Hasenbrauerei reprend la  Klosterbrauerei Scheyern en difficulté économique. En 1973, elle reprend Prügelbräu (fondée en 1556, Alte Gasse 15) et deux ans plus tard Fortunabräu (fondée en 1602, Kitzenmarkt 18). La Bürgerliche Brauhaus Augsburg-Göggingen  (fondée en 1620, Gögginger Straße 90) rejoint l'entreprise en 1992. À la fin des années 1990, Hasen-Bräu compte environ 170 employés, la production totale de boissons est d'environ 340 000 hl.
La Bayerische Vereinsbank vend ses actions à Jannik Inselkammer en 1996, Jannik Inselkammer devient le nouvel actionnaire principal. Un an plus tard, Hasen-Bräu cède les droits d'exploitation à Tucher Bräu, également une société du groupe Inselkammer. En 2003, Inselkammer acquiert finalement les actions restantes et intègre Hasen-Bräu avec Tucher Bräu dans Brau und Brunnen AG. Le groupe Oetker achète Brau und Brunnen AG en 2004 et intègre Hasen-Bräu dans le groupe Radeberger.
Dans les années 2000, l'entreprise connaît d'importantes mesures de restructuration. Tout d'abord, un centre logistique moderne ouvre à Haunstetten. Le site de production du centre-ville d'Augsbourg, en revanche, est jugé surdimensionné au vu de la baisse de la consommation de bière et doit donc être abandonné. Courant 2011, la production est arrêtée et une nouvelle brasserie avec un restaurant est mise en service sur le site de l'ancien abattoir et bétaillère. Depuis lors, environ 30 000 hl de bière sont produits par an dans la salle dite des veaux. La mise en bouteille, quant à elle, lieu chez Tucher Bräu à Fürth.
Les anciens bâtiments de la brasserie du centre-ville d'Augsbourg sont presque entièrement démolis entre 2011 et 2014. Seuls le bâtiment administratif classé (y compris l'arche) sur Konrad-Adenauer-Allee et le mur extérieur nord de l'ancienne malterie sont conservés. Des bâtiments résidentiels sont érigés sur le vaste site.

## Production
Depuis les années 1960, la gamme de produits Hasen-Bräu comprend à la fois des boissons alcoolisées et non alcoolisées. Avec la fermeture du site de production du centre-ville d'Augsbourg, la production de boissons non alcoolisées est abandonnée. Seule de la bière est brassée dans la nouvelle brasserie de la Kälberhalle depuis son ouverture en 2011. Les types de bière produits comprennent la Helles, l'export, la Weizenbier, la Zwickelbier et la pils.